# Умьот (Вадінський район)
Умьо́т (рос. Умёт) — присілок у складі Вадінського району Пензенської області, Росія.
Населення — 12 осіб (2010; 26 у 2002).
Національний склад станом на 2002 рік:
- росіяни — 100 %